# 154

## Decese
- dată necunoscută: Euzois al Bizanțului episcop de Bizanț din 148 până în 154 (n. ?)